# Aulacophora loochooensis
Aulacophora loochooensis es un coleóptero de la familia Chrysomelidae.
Fue descrita científicamente por primera vez en 1957 por Chujo.